# 頂大安
頂大安，是臺灣臺中市大安區的一個傳統地域名稱，位於該區北部。相較於今日行政區，其範圍大致為頂安里中部不含南北兩側邊界地帶。

## 歷史
台灣清治末期，頂大安地區為一街庄，稱為「頂大安庄」，隸屬於苗栗三堡。該庄西與田心仔庄為鄰，北與新庄仔庄為鄰，東邊為三十甲庄，南邊為下大安庄。
1901年（日明治三十四年）11月，全台廢縣廳改設二十廳，該庄隸屬於苗栗廳。1903年（明治三十六年）6月，該庄編入「大安區」，仍隸屬於苗栗廳。1909年（明治四十二年）10月，全台二十廳合併為十二廳，苗栗廳廢止，大安區改隸屬於臺中廳。1920年（大正九年），全台地方制度大改正，該庄改制為「頂大安」大字，隸屬於臺中州大甲郡大安庄。
戰後大安庄改制為大安鄉，隸屬於臺中縣，大字亦改制為村。1950年10月，中、彰、投分治，大安鄉隸屬不變。2010年12月，隨著臺中縣、市合併為直轄臺中市，大安鄉改制為大安區，村亦改制為里。

## 聚落
本地區發展較早的聚落為頂頭，在日治期初期的官方地圖上已有記載。此外，本地區尚有頂大安聚落。

## 交通
省道台61線又稱「西部濱海快速公路」，是新北市八里至臺南市安南的快速公路，大致以北北東—南南西走向轉東北—西南走向經過頂大安地區西部邊界地帶。由此可快速前往台灣西部海岸各地。
區道中9線（南北七路）是田心子至下腳踏的道路，大致以西北—東南走向轉北北東—南南西走向經過本地區西南部。由該道路向西北可前往田心子並止於區道中7線路口，向南南西可前往下大安、北汕、頂腳踏西南部邊界地帶並止於市道132號路口。